# Conejos (Kolorado)
Conejos – jednostka osadnicza (census-designated place), ośrodek administracyjny hrabstwa Conejos, w południowej części stanu Kolorado, w Stanach Zjednoczonych. W 2010 roku miejscowość liczyła 58 mieszkańców.